# Obiekty dziedzictwa światowego (seria monet)
Obiekty dziedzictwa światowego (hebr. אתרי מורשת עולמית, atarej moreszet olamit) – izraelska seria monet obejmująca srebrne i złote monety kolekcjonerskie emitowane przez Bank Izraela od 2006, które upamiętniają miejsca światowego dziedzictwa UNESCO w Izraelu. Mają one status legalnego środka płatniczego, a dystrybuowane są przez Israel Coins and Medals Corporation (ICMC). Pierwsza moneta z serii została wybita w 2006 roku. Emisja serii obejmuje okres nowego szekla.

## Lista monet w serii
Monety tej serii emitowane były w srebrze (w latach 2006–2012 próby 925 i w latach 2014–2015 próby 999) o nominałach 1 ILS i 2 ILS, a także złocie (próby 916) o nominale 10 ILS. Rozmiary monet są ujednolicone, jedno- i dziesięcioszeklowe mają średnicę 30 mm, a dwuszeklowe 38,7 mm. Do 2012 roku masa monet prezentowała się następująco: 1 ILS – 14,4 g; 2 ILS – 28,8 g; 10 ILS – 19,96 g. Od 2014 roku moneta dwuszeklowa stała się jednouncjową. Seria zawiera walory wybijane stemplem zwykłym (gwiazda Dawida) oraz stemplem lustrzanym (litera mem – מ). Na rewersach znajdują się przedstawienia tematyki monet, opis obiektu dziedzictwa w językach hebrajskim, angielskim i arabskim, a także symbole UNESCO i obiektu światowego dziedzictwa. Na awersach widnieje nominał, nazwa waluty w językach hebrajskim i angielskim, nazwa państwa w językach arabskim, hebrajskim i angielskim, herb Izraela, znak menniczy, rok emisji według kalendarza żydowskiego i gregoriańskiego. Dodatkowo na awersach pojawiają się elementy korespondujące tematycznie z przedstawieniami na rewersach.
Bank Izraela otrzymał trzykrotnie nagrody „Vicenza Palladio” od organizacji Vicenza Numismatica za monety:
- Białe Miasto w Tel Awiwie (druga nagroda)[2],
- Stare Miasto – Akka (druga nagroda)[3],
- Tel Megido (pierwsza nagroda w kategorii „Most Beautiful Architectural Representation on a Coin Minted in 2012”)[4][5].

Mennice: Mennica Norweska – Kongsberg; ICMC – Ma’ale ha-Chamisza; Królewska Mennica Holenderska – Utrecht.
| Odm. | Moneta                    | Rok emisji | Nominał | Stop   | Średnica (mm) | Masa (g) | Znak mennicy | Stempel   | Mennica                       | Nakład | Nr Krause | Wizerunek   |
| ---- | ------------------------- | ---------- | ------- | ------ | ------------- | -------- | ------------ | --------- | ----------------------------- | ------ | --------- | ----------- |
| 1    | Białe Miasto w Tel Awiwie | 2006       | 1 ILS   | Ag 925 | 30            | 14,4     | ✡            | zwykły    | ICMC                          | 844    | KM# 419   | AwersRewers |
| 2    | Białe Miasto w Tel Awiwie | 2006       | 2 ILS   | Ag 925 | 38,7          | 28,8     | מ            | lustrzany | ICMC                          | 837    | KM# 420   | AwersRewers |
| 3    | Białe Miasto w Tel Awiwie | 2006       | 10 ILS  | Au 916 | 30            | 16,96    | מ            | lustrzany | ICMC                          | 383    | KM# 421   | AwersRewers |
|      |                           |            |         |        |               |          |              |           |                               |        |           |             |
| 1    | Masada                    | 2009       | 1 ILS   | Ag 925 | 30            | 14,4     | ✡            | zwykły    | Królewska Mennica Holenderska | 783    | KM# 453   | AwersRewers |
| 2    | Masada                    | 2009       | 2 ILS   | Ag 925 | 38,7          | 28,8     | מ            | lustrzany | Królewska Mennica Holenderska | 1037   | KM# 454   | AwersRewers |
| 3    | Masada                    | 2009       | 10 ILS  | Au 916 | 30            | 16,96    | מ            | lustrzany | Królewska Mennica Holenderska | 548    | KM# 455   | AwersRewers |
|      |                           |            |         |        |               |          |              |           |                               |        |           |             |
| 1    | Stare Miasto – Akka       | 2010       | 1 ILS   | Ag 925 | 30            | 14,4     | ✡            | zwykły    | Mennica Norweska              | 1800   | KM# 468   | AwersRewers |
| 2    | Stare Miasto – Akka       | 2010       | 2 ILS   | Ag 925 | 38,7          | 28,8     | מ            | lustrzany | Mennica Norweska              | 2800   | KM# 469   | AwersRewers |
| 3    | Stare Miasto – Akka       | 2010       | 10 ILS  | Au 916 | 30            | 16,96    | מ            | lustrzany | Mennica Norweska              | 555    | KM# 470   | AwersRewers |
|      |                           |            |         |        |               |          |              |           |                               |        |           |             |
| 1    | Tel Megido                | 2012       | 1 ILS   | Ag 925 | 30            | 14,4     | ✡            | zwykły    | Królewska Mennica Holenderska | 1800   | KM# 492   | AwersRewers |
| 2    | Tel Megido                | 2012       | 2 ILS   | Ag 925 | 38,7          | 28,8     | מ            | lustrzany | Królewska Mennica Holenderska | 2800   | KM# 493   | AwersRewers |
| 3    | Tel Megido                | 2012       | 10 ILS  | Au 916 | 30            | 16,96    | מ            | lustrzany | Królewska Mennica Holenderska | 555    | KM# 494   | AwersRewers |
|      |                           |            |         |        |               |          |              |           |                               |        |           |             |
| 1    | Tel Chacor                | 2014       | 1 ILS   | Ag 925 | 30            | 14,4     | ✡            | zwykły    | ICMC                          | 1800   | KM# 526   | AwersRewers |
| 2    | Tel Chacor                | 2014       | 2 ILS   | Ag 999 | 38,7          | 1 oz     | מ            | lustrzany | ICMC                          | 2800   | KM# 527   | AwersRewers |
| 3    | Tel Chacor                | 2014       | 10 ILS  | Au 916 | 30            | 16,96    | מ            | lustrzany | ICMC                          | 555    | KM# 528   | AwersRewers |
|      |                           |            |         |        |               |          |              |           |                               |        |           |             |
| 1    | Awdat                     | 2015       | 1 ILS   | Ag 925 | 30            | 14,4     | ✡            | zwykły    | ICMC                          | 1800   | KM# 536   | AwersRewers |
| 2    | Awdat                     | 2015       | 2 ILS   | Ag 999 | 38,7          | 1 oz     | מ            | lustrzany | ICMC                          | 2800   | KM# 537   | AwersRewers |
| 3    | Awdat                     | 2015       | 10 ILS  | Au 916 | 30            | 16,96    | מ            | lustrzany | ICMC                          | 555    | KM# 538   | AwersRewers |